# دليل طيور العالم
كتيب طيور العالم هو سلسلة متعددة الإصدارات أنتجته دار النشر الإسبانية لنكس إيديشنس بالشراكة مع جمعية الطيور العالمية. وهو أول كتيّب يغطي كل الأنواع المعروفة الحيّة من الطيور. حرّر السلسلة كلٌ من جوزيب ديل هويو، أندرو إليوت، جوردي ساراغاتال، دريفيد كريستي. صدرت من هذه السلسلة 16 مجلداً؛ حيث تمّ إيضاح جميع أنواع طائفة معينة من المملكة الحيوانية وتصويرها بالتفصيل في عملٍ واحد للمرة الأولى على الإطلاق.
تمّ تجميع كل مجلد حسب العائلة مع مقدّمة توضيحية عن كلٍ منها. تبع ذلك، الأنواع الفردية (التصنيف، الأنواع الفرعية، التوزيع، الملاحظات الوصفية، الموائل، الغذاء والتغذية، التكاثر، التحركات، الوضع وحالة الحفظ، الببليوغرافيا). إضافة لذلك، تضمّنت جميع المجلدات باستثناء المجلدين الأول والثاني مقالات حول موضوع محدّد في علم الطيور. ساهم في هذا المشروع أكثر من 200 مختص شهير و35 رساماً من 40 دولةً، إضافة لـ834 مصوراً من أنحاء العالم.
منذ ظهور المجلد الأول عام 1992، تلقّت السلسلة العديد من الجوائز الدولية. اختير المجلد الأول ككتاب طيور العام في مجلات بيردووتش وطيور بريطانية، وحصل المجلد الخامس على جائزة لقب الأكاديمي المتميز من قبل مجلة تشويس وهي مجلة تصدر عن جمعية المكتبات الأمريكية. أما المجلد السابع فقد اختير ككتاب طيور العام في من قبل مجلتي بيردووتش وطيور بريطانية إضافة إلى حصوله على جائزة أفضل كتاب مرجعي للطيور عام 2002. مُنح المجلد 8 أيضاً تميزيات بعد عام في عام 2003.
المجلدات ضخمة يزن كلٌ منها حوالي 4 كغم وطوله 32 سم. بدأت لنكس إيديشنس عام 2002 مشروعاً مكملاً لكتيب طيور العالم، الذي يهدف إلى نشر المعرفة حول الطيور الحية في العالم، وهذا المشروع هو «مجموعة الطيور على الإنترنت»، وهو عبارة عن مكتبة صوتية ومرئية يمكن الوصول إليها مجاناً، لكن ترخيصها ليس حراً؛ حيث يهدف هذا المشروع إلى نشر مقاطع فيديو وصور وتسجيلات صوتية تظهر الجوانب البيولوجية المنوعة (كالأنواع الفرعية والريش والتغذية والتكاثر وغير ذلك) لكل الأنواع. المشروع غير ربحي، ترفده مواد يزوّدها أكثر من مائة مساهم من جميع أنحاء العالم.
في بدايات 2013، أصدرت «إصدارات لانيكس» قاعدة بيانات على الإنترنت HBW Alive، وتتضمن مقدمات المجلدات والعائلات وتحديثات لأعداد الأنواع من جميع المجلدات ال17 الصادرة إلى الآن. منذ إطلاقها، تمت مراجعة وتحديث التصنيف كاملا مرتين، وذلك بعد نشر الإصدارين الأولين من HBW and BirdLife International Illustrated Checklist of the Birds of the World.
يوفر موقع «كتيب طيور العالم الحية» أيضاً وصولاً مجانياً لـ«مفتاح الأسماء العلمية في علم الطيور».

## المجلدات المنشورة
فيما يلي قائمة بمجلدات سلسلة «دليل طيور العالم» التي تمّ نشرها حتى الآن:

### المجلد 1: من النعام إلى البط
نُشر هذا المجلد عام 1992. وهو على عكس المجلدات اللاحقة، لا يحتوي على مقالة تمهيدية (مقدمة)؛ لكنه يحتوي على عرض مكون من 38 صفحة وفّره عالم بيولوجيا الطيور إدواردو دي خوانا ومقدمة ترحيبية بمشروع HBW بقلم كريستوف إيمبودين. أما مجموعات الطيور التي تناولها فهي:
| - نعامية (النعامة) - رياوية (روحاء) - شبنمية (القسوري) - درميس (إيمو) - كيوي (كيوي) - تناميات (تناميات) - بطريق (بطاريق) - غواص (البط الغواص) - غطاسيات (الغطاء) | - قطرس (القطرس) - طيور بترل (القاذفات وجلم الماء) - طير النوء الشمالي (قاذفات النوء) - طائر النوء الغطاس (القاذفات الغطاسة) - فايتونيات (طيور استوائية) - بجعة (البجع) - أطيش (gannets and boobies) - غاقيات (الغاق) - قاذفات (القاذفات) | - فرقاطات (الفرقاطيات) - بلشونيات (مالك الحزين) - رأس المطرقة (رأس المطرقة) - لقلق (اللقالق) - أحذية النيل الأبيض (shoebill) - أبو منجليات (أبو منجل وأبو ملعقة) - النحامية (فلامنغو) - صياح (الصياحات) - بطية (البط والإوز والتم) |

### المجلد 2: من نسور العالم الجديد إلى دجاج غينيا
صدر هذا المجلد في 1994. كتب مقدّمته والتر ج. بوك عن تنظيم المعلومات في HBW. المجموعات التي تضمنها هذا المجلد هي:
| - نسور العالم الجديد - بانديونيات (عقاب نسارية) - البازيات (الصقور والنسور) - الطائر الكاتب (الكاتب) - الصقرية (الصقور وكاراكارا) - شقبانية (الشقبانية) | - عرناسية (الغوان، قرازوات، شاشالاكا) - حبشيات (الديك الرومي) - طيهوج (الدجاج البري) - سمان العالم الجديد (سمانيات العالم الجديد) - تدرجية (فصيلة طيور) (الدراج والحجل) - دجاج غيني (دجاج غيني) |

### المجلد 3: من الهواتزين إلى الأوك
صدر هذا المجلد في 1996. قدّم له الرسام روبرت بيتمان بعنوان «الفن والطبيعة». المجموعات التي تضمنها هذا المجلد هي:
| - خلفيات القنزعة (هواتزين) - هذابيات (هذابيات) - سمان شجر (سمان الشجر) - كركية (الكركي) - رطاس (الرطاس) - صياحيات (البوّاق) - تفلقية (rails, gallinules and coots) - غطاسات الشمس (finfoots) - Rhynochetidae (الكاغو) - كورل الشمس ‏ (واق الشمس) | - قنزعيات (القنزعيات) - حباريات (الحباريات) - يقنة (يقنات) - جوانيات (بكاسين ملون) - حنكور (حنكور) - صائد المحار (صائدات المحار) - Ibidorhynchidae (ibisbill) - نكاتية (نكات، كرسوع) - كروان الحصى (thick-knees) - سبريات (pratincoles, coursers) | - زقزاقية (زقزقاوات) - دجاج الأرض (sandpipers and allies) - نغاش (plains-wanderer) - جهلول الحبوب (seedsnipes) - مغد المنقار (sheathbills) - كركر (جنس) (skuas) - نورسية (gulls) - خرشناوات (terns) - أبو مقص (skimmers) - أوك (فصيلة طيور) (auks) |

### المجلد 4: من القطويات إلى الوقواقيات
صدر هذا المجلد في 1997. ويتضمن مقالة تمهيدية بعنوان «مفاهيم الأنواع وحدود الأنواع في علم الطيور» بقلم يورغن هافر. المجموعات التي تضمنها هذا المجلد هي:
- قطويات (القطويات)
- حماميات (الحمائم واليمام)
- كوكاتو (كوكاتو)
- ببغائية (الببغاءات)
- آكلات الموز (آكلات الموز)
- وقواقية (الوقواق)

### المجلد 5: البوم الحظيرة للطيور الطنانة
صدر هذا المجلد في 1999. ويتضمن مقالة تمهيدية بعنوان «مؤشرات الخطر وتقييم الوضع في الطيور» بقلم نايجل جيه كولار. المجموعات التي تضمنها هذا المجلد هي:
| - هامة (barn-owls) - بوم حقيقي (typical owls) - طائر الزيت الكاريبي (oilbird) - Aegothelidae (owlet-nightjars) - فم الضفدع (frogmouths) | - بوتو (طائر) (potoos) - سبد (فصيلة طيور) (nightjars) - سمامة (swifts) - سمامة الشجر (tree-swifts) - طنان (طائر) (hummingbirds) |

### المجلد 6: من الكوليات إلى طيور «أبو قرن»
صدر هذا المجلد في 2001. ويتضمن مقالة تمهيدية بعنوان «الصوتيات الحيوية الطيرية» بقلم لويز بابتيستا ودون كرودزما. المجموعات التي تضمنها هذا المجلد هي:
| - كوليات (mousebirds) - طرغونية (trogons) - رفرافيات (kingfishers) - Todidae (todies) - مطموطية (motmots) - وروارية (bee-eaters) | - شقراقية (rollers) - شقراق أرضي (ground-rollers) - وقواق شقراقي (cuckoo-rollers) - هدهدية (hoopoes) - هداهد الغابات (wood-hoopoes) - أبو قرن (طائر) (hornbills) |

### المجلد 7:من اليقمريات إلى نقارات الخشب
صدر هذا المجلد في 2002. ويتضمن مقالة تمهيدية بعنوان «طيور منقرضة» بقلم إيرول فاولر. المجموعات التي تضمنها هذا المجلد هي:
- يقمريات (jacamars)
- طائر النفخة (puffbirds)
- بربيتية (barbets)
- طوقانية (toucans)
- مرشدات العسل (honeyguides)
- نقار الخشب (woodpeckers)

### المجلد 8: من عريضات المنقار إلى الرمازيات
صدر هذا المجلد في 2003. ويتضمن مقالة تمهيدية بعنوان «تاريخ موجز عن تصنيف الطيور» بقلم موراي بروس. المجموعات التي تضمنها هذا المجلد هي:
| - طائر عريض المنقار (broadbills) - أسيتي (asities) - غناجيات (pittas) - فرنارية (ovenbirds) - متسلقات الخشب (woodcreepers) | - طائر النمل (typical antbirds) - سمامن النمل (ground-antbirds) - آكلات الجرجة (gnateaters) - رمازيات (tapaculos) |

### المجلد 9: من القطنجيات إلى طيور التمرة
صدر هذا المجلد في 2004. يتضمن مقالة تمهيدية عن «التسميات في علم الطيور» بقلم ريتشارد بانكس. المجموعات التي تضمنها هذا المجلد هي:
| - قطنجية (cotingas) - ماناكن (manakins) - عصافير الملك (tyrant-flycatchers) - رتيبة عصافير الرامي (New Zealand wrens) - Atrichornithidae (scrub-birds) | - طائر القيثارة (lyrebirds) - قبرة (larks) - سنونو (swallows and martins) - تمرة (طائر) (pipits and wagtails) |

### المجلد 10: من الصرد الوقواقي إلى طيور السمنة
صدر هذا المجلد في 2005. ويتضمن مقالة تمهيدية بعنوان «علم البيئة وتأثير الطيور غير الأصلية» بقلم دانيال سول وتيم بلاكبيرن وفيليب كاسي وريتشارد دنكان وجوردي كلافيل. المجموعات التي تضمنها هذا المجلد هي:
| - عتريسيات (cuckoo-shrikes) - بلبل (bulbuls) - طيور الورق (leafbirds) - طائر الجنية الزرقاء (fairy-bluebirds) - Aegithinidae (ioras) - Ptilogonatidae (silky-flycatchers) - شمعي الجناح (جنس) (waxwings) | - خناق رمادي (hypocolius) - أبلق النخيل (palmchat) - دنقلة (dippers) - نمنمة (wrens) - محاكيات (mockingbirds and thrashers) - عصافير الشوك (accentors) - سمنة (فصيلة) (thrushes) (including chats, which are now part of the family Muscicapidae (HBW 11)) |

### المجلد 11: من خاطفات الذباب من العالم القديم إلى طيور الدخلة
صدر هذا المجلد في أيلول (سبتمبر) 2006. يتضمن مقال تمهيدي عن «الأهمية البيئية لسكنى الطيور» بقلم كيغان سيكيكيزغلو مع مقدمة بقلم بول إرليخ المجموعات التي تضمنها هذا المجلد هي:
| - خاطفات الذباب (Old World flycatchers) - Platysteiridae (batises and wattle-eyes) - ربدوريات (fantails) - خطاف الذباب السلطاني (monarch-flycatchers) | - صعو (kinglets and firecrests) - Polioptilidae (gnatcatchers) - سيستيسوليد (cisticolas and allies) - دخلية (Old World warblers) |

### المجلد 12: الدجاج الصخري والقرقفيات
صدر هذا المجلد في تشرين الثاني (أكتوبر) 2007. ويتضمن مقدمة عن الطيور الأحفورية بقلم كيفين كالي. المجموعات التي تضمنها هذا المجلد هي:
| - دجاج صخري (picathartes) - ثرثار العالم القديم (babblers) - Paradoxornithidae (parrotbills) - ثرثار أستراليا (Australasian babblers) - Orthonychidae (logrunners) | - Eupetidae (jewel-babblers and allies) - طيور ذات رؤوس سميكة (whistlers) - أبو الحناء الأسترالي (Australasian robins) - صعوية أسترالية (fairy-wrens) - Dasyornithidae (bristlebirds) | - Acanthizidae (Australasian warblers and thornbills) - آكلات العسل (Australian chats) - Neosittidae (sittellas) - Climacteridae (Australasian treecreepers) - قرقف (tits and chickadees) |

### المجلد 13: من الرميزيات إلى الصرديات
صدر هذا المجلد في تشرين الثاني (أكتوبر) عام 2008. ويتضمن مقالة تقديمية عن هجرة الطيور بقلم يان نيوتن. المجموعات التي تضمنها هذا المجلد هي:
| - رميزية (penduline-tits) - Aegithalidae (long-tailed tits) - خازنات البندق (nuthatches) - داب (طائر) (wallcreeper) - دابة الشجر (treecreepers) - Rhabdornithidae (Rabdornis) | - تمير (فصيلة) (طيور الشمس) - Melanocharitidae (berrypeckers and longbills) - آكل التوت الملون (painted berrypeckers) - نقارات الزهر (flowerpeckers) - Pardalotidae (pardalotes) | - أبيض العين (white-eyes) - حيقل (sugarbirds) - آكلات العسل (honeyeaters) - طيور الصفارية (orioles) - دقنوش (الصرديات) |

### المجلد 14: من صرديات الأجمات حتى عصافير العالم القديم
صدر هذا المجلد في تشرين الأول (أكتوبر) 2009. ويتضمن مقدمة عن «طيور الماضي، والحاضر والمستقبل - نظرة عالمية» بقلم ستيفن موس. المجموعات التي تضمنها هذا المجلد:
| - دقناش الشجر (bush-shrikes) - Prionopidae (helmet-shrikes) - فانكية (vangas) - دكروريات (drongos) - Callaeatidae (wattlebirds) - إسطيش (stitchbird) - خطاف الذباب السلطاني (magpie-larks) - Corcoracidae (white-winged chough and apostlebird) - Artamidae (woodswallows) | - Pityriaseidae (Bornean bristlehead) - Cracticidae (butcherbirds) - طائر الجنة (birds-of-paradise) - طيور التعريشة (bowerbirds) - غرابيات (crows) - نقار الماشية (oxpeckers) - زرزوريات (starlings) - دوري (فصيلة) (عصافير العالم القديم) |

### المجلد 16: من الكاردينالات إلى شحارير العالم الجديد
صدر هذا المجلد عام 2011. ويتضمن مقدمة تمهيدية بعنوان «التغير المناخي والطيور» بقلم أنديرز بابي موللر. المجموعات التي تضمنها هذا المجلد هي:
| - تناجر (tanagers) - كردينال (طائر) (الكاردينال) - درسات (buntings and New World sparrows) - صفراويات (شحارير العالم الجديد) |